# اینتویتیو سرجیکال
اینتویتیو سرجیکال (انگلیسی: Intuitive Surgical) شرکت تجهیزات پزشکی آمریکایی است، که در سال ۱۹۹۵ تأسیس شد.